# Batalla de Watling Street
La batalla de Watling Street o batalla de Paulerspury fue un enfrentamiento militar librado en el año 60 o 61 en la provincia romana de Britania, actual Gran Bretaña, entre un ejército de tribus indígenas insurrectas al mando de la reina de los icenos, Boudica, y las legiones romanas del gobernador Cayo Suetonio Paulino. A pesar de la amplia inferioridad numérica, los legionarios consiguieron una victoria decisiva que marcó el final a la resistencia nativa a la romanización.

## Antecedentes

### Llegada de los romanos

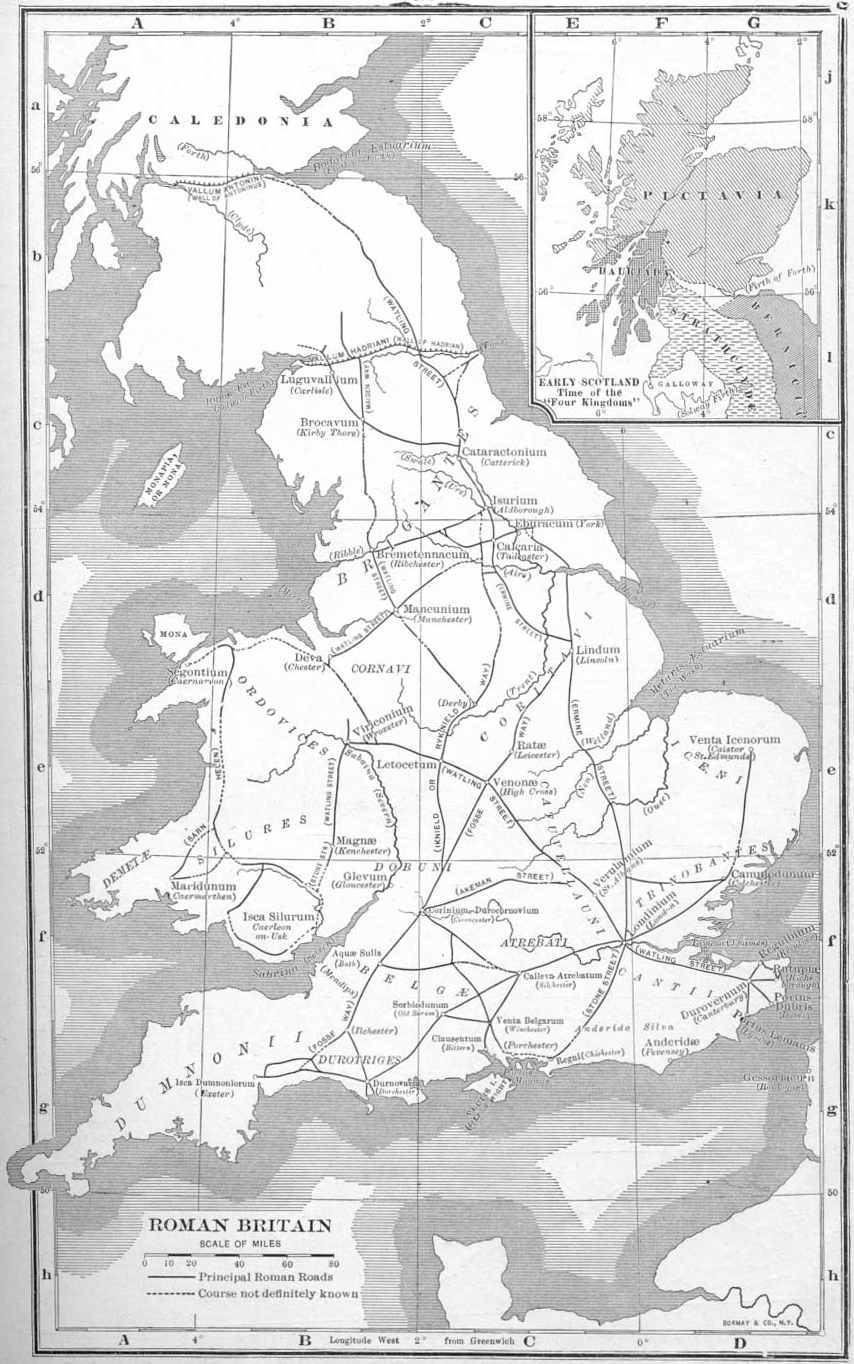
Principales asentamientos y calzadas de Britania.

En los años 55 y 54 a. C. Cayo Julio César desembarcó en las islas británicas, pero como los nativos se refugiaron en bosques y pantanos y empezaron a desgastar a sus fuerzas, debió retirarse. Las islas pasaron a tener un interés marginal para el Imperio bajo Augusto y Tiberio, hasta que Calígula, dentro de su extravagante expedición por el limes Germanicus, concibió la idea no realizada de invadir Britania.
Proclamado Claudio como emperador y teniendo necesidad de éxitos militares, en el año 43 d. C. ordenó al general Aulo Plaucio invadir Britania. Comenzó así la conquista de cada una de las tribus locales, gobernadas por numerosos reyezuelos.
La ocupación fue gradual, destacando la fundación de colonias donde se establecieron soldados veteranos y sus familias. Eran vehículos esenciales para la romanización del territorio circundante, extendiendo los beneficios materiales de la civilización mediterránea entre los habitantes. Además, permitían mandar a veteranos a provincias fronterizas lejos de las luchas de poder romanas. Algunas tribus fueron vencidas pero otras permanecieron nominalmente independientes en calidad de foederati y gobernadas por reyezuelos clientes de Roma. Las victorias militares permitían el «establecimiento de la paz», pero era el ejercicio de su dominio político y cultural lo que garantizaba el «mantenimiento de la paz», algo que podía expresarse en la creencia de que podían hacer lo que querían con los reinos vasallos.
Uno de estos monarcas era Prasutago, rey de los icenos, que vivían en la actual región de Norfolk. Deseoso de mantener la independencia de su gente, legó en su testamento una mitad de sus tierras a sus dos hijas y la otra al emperador Nerón. Sin embargo, al morir hacia el año 60, los romanos incautaron sus tierras, aumentaron los tributos sobre los icenos, esclavizaron a algunos de sus parientes, azotaron a su viuda, la reina Boudica, y violaron a sus hijas. Este acto fue ordenado por el procurador Cato Deciano, exigiendo el pago de los préstamos pedidos por los jefes locales al emperador Claudio y el filósofo Séneca para pagar a los oficiales y soldados.

### Rebelión

Mapa de las tribus britanas del sudeste inglés.

La viuda, furiosa por tal afrenta, hizo un llamado a sus guerreros para vengar el ultraje y pronto reunió una hueste que avanzó sobre Camulodunum (actual Colchester), antigua capital de sus vecinos, los trinovantes, pero por entonces convertida en colonia romana. Sin embargo, historiadores modernos creen que la preparación del levantamiento debió tomar meses después de la afrenta. Esta segunda tribu también le apoyó porque los veteranos habían robado las tierras, esclavos y ganado de los locales, además de no preocuparse en fortificar la ciudad. Para los nativos era más que suficiente, y aparte de estos abusos, la administración imperial exigía impuestos nuevos que se sumaban a los que pagaban a sus reyezuelos desde antes de la conquista. Pronto, una horda de 120 000 guerreros se aproximó a la colonia. La rebelión coincidió con la campaña del gobernador, Cayo Suetonio Paulino, en la isla de Mona (Anglesey, al norte del actual Gales), llevándose el grueso de sus fuerzas con él. Esto permitió el éxito inicial de la insurrección.
Ante el inminente ataque, el procurador, a cargo de la provincia mientras Suetonio estaba lejos, envió desde Londinium (Londres) 200 milicianos mal armados a reforzar la guarnición, que se había refugiado con los colonos en el templo erigido en honor a Claudio. Este lugar fue asaltado a los dos días por los britanos y toda la ciudad saqueada y quemada, no salvándose ningún romano.
Por entonces el legado de la IX legión, Quinto Petilio Cerial, ya marchaba al rescate, saliendo de su base en la Colonia Lindum (Lincoln) con, posiblemente, solamente tres cohortes de legionarios, sus auxiliares y una unidad de caballería, aproximadamente 2000 infantes y 500 jinetes siguiendo la ruta entre Durovigtum (Godmanchester) y Camulodunum. Ya era tarde y durante su avance fue emboscado por los rebeldes, logrando escapar a su base con la caballería mientras su infantería era rodeada y aniquilada. Alrededor de dos millares de soldados habían muerto. Enterado de este desastre, el procurador huyó a la Galia.

Mapa de la ciudad de Londinium (actual Londres) durante la época tardía del Imperio Romano. Dicha ciudad fue atacada y saqueada por las fuerzas rebeldes de Boudica.

Suetonio, posiblemente dejando atrás a su ejército, reclutando aliados y marchando más lento, sabedor de las noticias, volvió raudamente a Londinium, pero ante la inferioridad de sus fuerzas y lo poco defendible del lugar, resolvió retirarse al oeste a pesar de las súplicas de los colonos. Sin embargo, anunció que todo aquel que quisiera seguirlo era bienvenido, pero las mujeres, niños, ancianos y enfermos, es decir, los que no podían seguir a su ejército, fueron pasados a cuchillo cuando llegó Boudica. Poco después, también la colonia de Verulamium sufría similar destino.
En ese momento, entre 70 000 y 80 000 ciudadanos y aliados habían muerto. De ser así, Camulodunum y Verulamium debían tener 15 000 habitantes cada una y Londinium el doble como mínimo, además de considerarse algunos miles como el margen de exageración para los autores clásicos. Sin embargo, historiadores modernos consideran dicho cómputo una sobrestimación, ya que las urbes destruidas jamás alcanzaron tales poblaciones por ser asentamientos demasiado recientes y en el caso de Londinium y Verulamium la población joven y sana logró escapar. Durante la dinastía Antonina, un siglo más tarde, Camulodunum y Verulamium tenían 5000 a 10 000 habitantes cada uno, y Londinium 15 000. Usualmente una colonia empezaba con unos 3000 habitantes aproximadamente, entre veteranos, familiares y nativos, como en el caso de Camulodunum. Según el erudito escocés Lewis Spence la población de Londinium era de treinta a cincuenta mil habitantes, de los que varios miles murieron. Debe mencionarse que la mayoría de los habitantes de las tres ciudades, especialmente Verulamium, eran catuvellaunos, un pueblo que antes de la conquista romana había sometido por la fuerza a los icenos y trinovantes, así que la rebelión pudo desatar viejos odios étnicos. Probablemente los colonos y aliados muertos no pasaron los 20 000.
Los alzados no tomaban prisioneros, ya que solamente buscaban venganza. En medio de banquetes y sacrificios rituales en arboledas sagradas dedicadas a Andraste, su divinidad, colgaron a las mujeres nobles, les cortaron los senos, les cosieron las bocas y las empalaron con pinchos que recorrían longitudinalmente sus cuerpos.
El plan de Boudica debió ser destruir los símbolos de la autoridad romana, especialmente las colonias, acabando con su poder sobre la isla. Sin embargo, pronto fue desplazado por el deseo de jefes y guerreros de obtener botín. Es posible que estos éxitos también la animaran a buscar una batalla decisiva, un error fatal, pues además sabía que no podía enfrentar en una larga guerra defensiva al Imperio. Irónicamente, probablemente una larga guerra de guerrillas era lo que más temía Suetonio, dada la pequeñez de sus fuerzas. Al no encontrar a las principales fuerzas romanas, los britanos pudieron destruir varias ciudades indefensas, sin embargo, el principal ejército romano con el gobernador seguía intacto y los reinos clientes de Cogidubno de los regnenses y Cartimandua de los brigantes seguían fieles a Roma.
El gobernador no podía seguir acompañado por una masa de aproximadamente 10 000 a 15 000 refugiados a los que debía alimentar. Parecía estar en ruta para retirarse a su base de Deva Victrix (Chester), al norte de Gales, pero de nada servía un refugio en un lugar remoto y acorralado contra el mar, al que quizás ni llegara, pues la masa de refugiados lo ralentizaba y Boudica bien podía alcanzarlo antes.

## Localización
La localización exacta del campo de batalla no ha sido facilitada por ningún historiador, aunque Tácito da una breve descripción. Si bien han sido sugeridos una gran variedad de lugares, sin un acuerdo total, sí existe consenso en que el ataque del ejército britano se produjo desde la zona de Londres hacia la concentración de las fuerzas romanas, en dirección a Cornualles y al país de Gales. Una leyenda lo sitúa en el camino de Battle Bridge en King's Cross, Londres, pero conforme a lo narrado por Tácito es poco probable que Suetonio regresara a la ciudad.
La mayoría de los historiadores son partidarios de un lugar en la región de West Midlands, probablemente a lo largo de la calzada romana de Watling Street entre Londinium y Viroconium (hoy Wroxeter en Shropshire), que es actualmente la autopista A5. Otras posibles sugerencias incluyen Manduessedum (Mancetter), en los alrededores de Atherstone (Warwickshire), un sitio cercano a High Cross en Leicestershire, una pequeña depresión en Cuttle Mill, dos millas al sudeste de Lactodorum (Towcester) en Northamptonshire, o en un sitio cerca de Kings Norton Metchley Camp en Birmingham.

## Fuerzas enfrentadas
Suetonio tenía apenas 10 000 soldados, entre la XIV legión, una vexillatio de la XX y auxiliares reclutadas en la zona. Se sabe que le pidió ayuda a la II legión, estacionada en territorio de los siluros, pero su comandante se negó a obedecerle. Según el arqueólogo británico Graham Webster eran 7000 a 8000 legionarios, 4000 a 5000 auxiliares y 1000 jinetes en dos alas, de los que un millar eran de la XX. Josephine Manning dice que eran 500 arqueros, 2000 jinetes y 7000 infantes. Por su parte, Nic Fields dice que eran unos 7000 legionarios, aparte de 4000 auxiliares organizados en cuatro cohortes y dos alas. Otros 3000 soldados de la XX estarían distribuidos en fuertes por Mona y Gales. Spence estimaba en 4000 legionarios y 5000 a 6000 auxiliares.
Los britanos formaron una masa de 230 000 guerreros según Dion Casio, siendo abrumadoramente superiores en número. Sin embargo, estimaciones modernas dicen que Britania no podía contar con más de 150 000 hombres adultos, un sexto de la población total. Estimaciones modernas reducen el tamaño de su horda a 50 000 o 60 000 guerreros reclutados en las actuales regiones Este y Tierras Medias Orientales de Inglaterra. Era la mayor fuerza hasta entonces reunida en la isla. Un número mucho menor es defendido por Brian Dobson, quien cree que eran 15 000 como mínimo. Lewis Spence tiene una posición diferente. Sostiene que Boudica sólo tenía unos pocos miles de hombres adultos en la batalla. Estudios modernos indican que la población de Icenia sólo era de unos 20 000 a 30 000 icenos y 20 000 trinovantes, por lo que Spence concluye como «poco probable que la totalidad de la hueste de Boadicea haya contado con más de 50 000 almas, compuestas por ambos sexos, una estimación generosa», aunque dicha horda debió ser una visión temible para los pocos legionarios que les hicieron cara.

## Batalla

### Formaciones

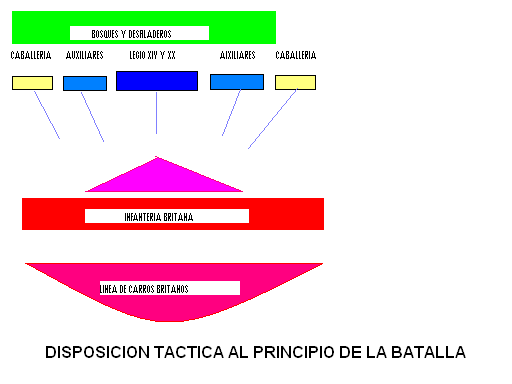
Despliegue de las fuerzas al comienzo de la batalla.

Suetonio continuó la retirada al oeste hasta encontrar el lugar apropiado: un claro ubicado en un estrecho desfiladero y con un bosque a sus espaldas que impedían ataques por los flancos y retaguardia. Los legionarios formaron en el centro de la línea, flanqueados por sus auxiliares y caballería. Estaban organizados en tres unidades compactas que combatirían al unísono. Probablemente ordenó a los refugiados seguir la retirada al noroeste. En frente había una amplia llanura donde estaban los insurrectos, acompañados por sus familias, que dejaron en una línea de carromatos detrás de ellos para que vieran su victoria. Estos carruajes estarían cargados del botín tomado en los saqueos anteriores.
La táctica de los celtas consistía en formar una falange y luego una carga rápida acompañada de gritos con la intención de romper la formación enemiga al primer impacto, permitiendo el combate individual golpeando con sus escudos, apuñalando con sus lanzas o cortando con sus espadas largas, algo para lo que entrenaban los guerreros de estas tribus porque eran incapaces de organizar formaciones más complejas. Su plan era cargar frontalmente contra la estrecha posición romana y tomarla gracias a su superioridad numérica, al coste de agotarse subiendo la pendiente mientras el enemigo los esperaba en silencio. Probablemente estarían organizados en grupos de combatientes según el clan o tribu de origen y no por tipo de arma. Sin duda los guerreros habían sido entrenados en el uso de las armas y conocían las gestas de sus ancestros pero carecían de experiencia militar real. La mayor parte de la élite guerrera de los icenos había muerto cuando fueron vencidos por el Imperio y los más jóvenes habían crecido en una década de paz. Su reina era, sin duda, una reina carismática pero no un comandante militar, porque, de lo contrario, se hubiera percatado del error de cargar contra un ejército romano en campo abierto y en una posición ventajosa.
Los guerreros, es decir, todo hombre libre de cada tribu, eran individuos valientes, ingeniosos, acostumbrados a raciones escasas, ágiles y orgullosos pero indisciplinados. También usaban carros de un armazón ligero tirados por dos equinos, llevando un auriga y guerreros con jabalinas para causar pánico y romper la línea enemiga. Después de esto, los nobles desmontarían y gritarían desafíos a los campeones enemigos mientras los aurigas se retiraban, a la espera de cargar sobre el enemigo en fuga o buscar al noble pasajero. A pesar de todo, sus combatientes eran principalmente campesinos más acostumbrados al trabajo de la tierra que la guerra, enfrentándose a un ejército profesional.
Se describe a la reina como una mujer alta, de mirada feroz, voz profunda, pelo rojo hasta las caderas, gran collar dorado en su cuello y un manto grueso abrochado. Fue entonces que Boudica, en su carro de guerra, y acompañada de sus hijas, empezó a hablar a sus guerreros, comenzando por recordarles que era normal entre los celtas que las mujeres nobles dirijan ejércitos:

Pero ahora no es como una mujer descendiente de un linaje noble, sino como una persona que estoy vengando la libertad perdida, mi cuerpo flagelado, la castidad de mis hijas ultrajada. La lujuria romana ha ido tan lejos en nuestras personas, ni siquiera la edad o la virginidad quedan sin mancha. Pero el cielo está del lado de una justa venganza, una legión que se atrevió a luchar ha perecido, el resto se está escondiendo en su campamento, o está pensando ansiosamente en huir. No sostendrán ni el alboroto y el grito de tantos miles, mucho menos nuestra carga y nuestros golpes. Si pesan bien la fuerza de los ejércitos y las causas de la guerra, verán que en esta batalla ustedes deben conquistar o morir. Esta es la resolución de una mujer, en cuanto a los hombres, pueden vivir y ser esclavos.

Luego sacó de sus ropas una liebre y la dejó escapar, siendo una especie de método de adivinación y como corrió hacia los celtas el augurio fue considerado favorable, dando gracias a Andraste.
Entre tanto, el gobernador, hasta entonces silencioso, empezó a hablarles a sus soldados:

Ignorad los clamores de estos salvajes. Hay más mujeres que hombres en sus filas. No son soldados y no están debidamente equipados. Les hemos vencido antes y cuando vean nuestro hierro y sientan nuestro valor, cederán al momento. Aguantad hombro con hombro. Lanzad los venablos, y luego avanzad: derribadlos con vuestros escudos y acabad con ellos con las espadas. Olvidaos del botín. Tan sólo ganad y lo tendréis todo.

### Combate
En respuesta, sus soldados empezaron a prepararse para arrojar sus pila. Fue entonces que los britanos cargaron haciendo mucho ruido con sus gritos, pero los romanos permanecieron silenciosos hasta alcanzar la distancia de tiro y fue cuando les arrojaron sus jabalinas. Luego vino el choque de las fuerzas, pero los legionarios aguantaron en sus posiciones. Las cargas debieron sucederse una tras otra, siempre acabando con cada contingente de celtas huyendo en desorden pendiente abajo.
Posteriormente, los imperiales avanzaron con cada una de las tres divisiones en formación de cuña y rompieron con facilidad las líneas celtas, pero quedaron rodeados y debieron luchar en todas direcciones. Al parecer, los legionarios, bien protegidos por sus scutum (escudos), avanzaron como una muralla asesina, apuñalando con sus gladius (espadas cortas) a todo enemigo que encontraban hasta romper sus líneas.
Fue entonces cuando los jinetes e infantería auxiliar apoyaron la carga y rompieron los flancos britanos. Los auxiliares intercambiaban una lluvia de jabalinas con los celtas, mientras los carros lograban abrir huecos en la infantería imperial pero eran detenidos por los arqueros. Con los carros inmóviles, la infantería en formación cerrada se abalanzaba sobre ellos, forzándolos a huir. Los britanos respondieron intentando atacar a los arqueros sin éxito. La lucha siguió todo el día con gran valor y celo.
Finalmente, los nativos empezaron a huir hacia sus carromatos, que bloquearon su fuga. Para entonces, los celtas se transformaron en una masa desorganizada atrapada entre sus posesiones y los soldados romanos. Fue el momento en que los enardecidos legionarios empezaron a matar a todo ser viviente que encontraban, no perdonaron ni a mujeres, ancianos, niños ni ganado.

## Consecuencias

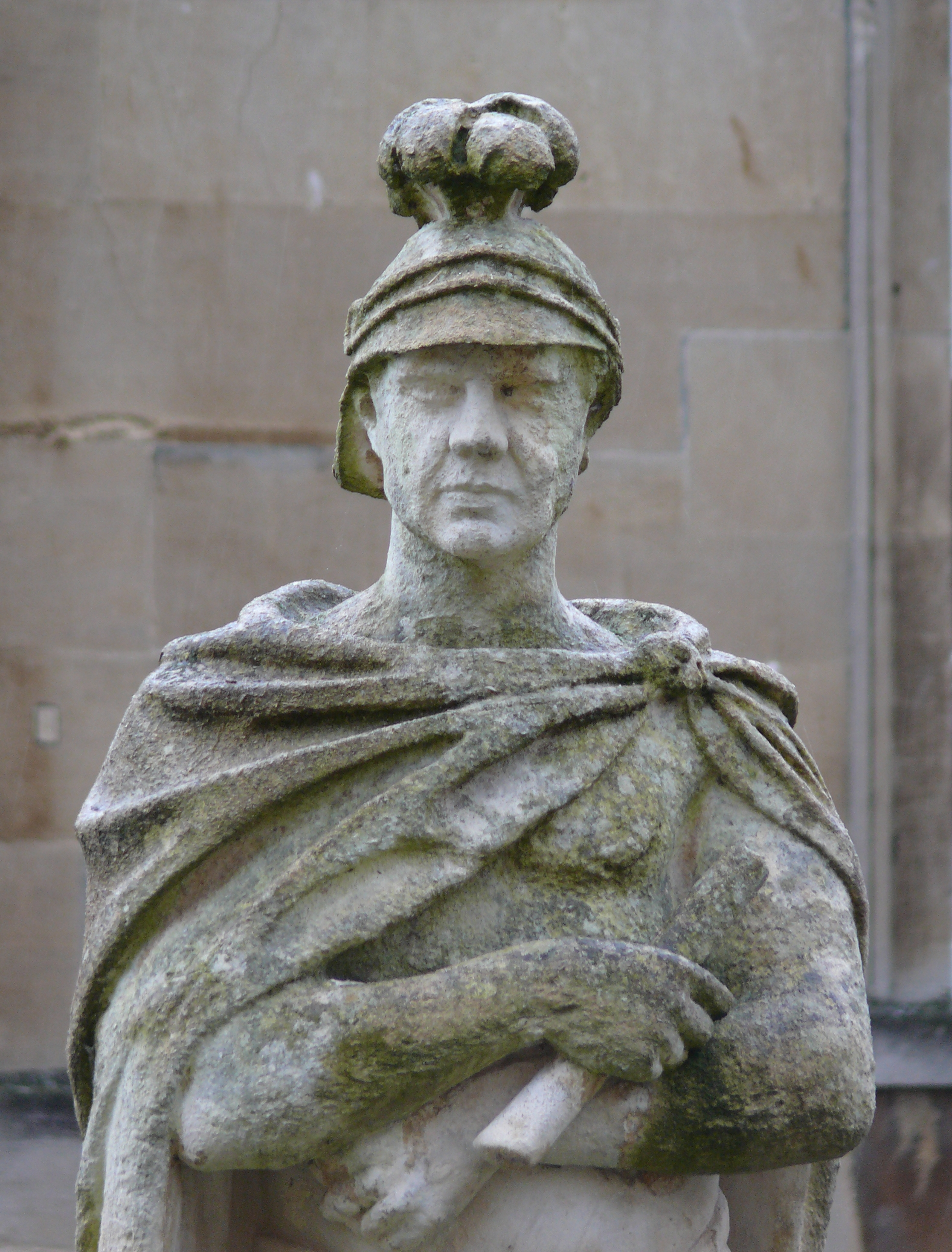
Estatua de Suetonio en las termas romanas de Bath.

La ventaja numérica tan abrumadora indicaba que los celtas deberían ganar ese día, pero el tamaño mismo de la hueste rebelde jugó en su contra en la compleja topografía local. Las fuerzas imperiales, en cambio, fueron capaces de aprovechar el terreno para economizar sus fuerzas, concentrarse y maniobrar según su entrenamiento y sus planes.
Según Tácito, los britanos dejaron 80 000 cadáveres en el campo, mientras que los romanos solamente 400 muertos y un número algo mayor de heridos. John Warry, en Warfare in the Classical World (1980), modifica las cifras a 500 romanos y 50 000 nativos muertos. El resultado del combate fue claro, poniendo fin a una rebelión que casi acaba con el dominio romano en la isla, con varias ciudades destruidas y muchos colonos romanos civiles muertos. Boudica se suicidó con veneno o enfermó y murió. Poenio Postumio, el prefecto de la II legión, cuando supo del éxito del gobernador, se suicidó por la vergüenza.
El emperador, aplacada la revuelta, envió 2000 legionarios, ocho cohortes auxiliares y 1000 jinetes desde el limes Germanicus para reforzar a la IX legión, en total 6000 efectivos. Estas fuerzas ocuparon los cuarteles invernales y atacaron con ferocidad a las tribus que seguían en armas. La campaña punitiva de Suetonio fue tan violenta y despiadada que sus propios oficiales empezaron a criticarlo y se decidió reemplazarlo con Publio Petronio Turpiliano, hombre más inclinado a las negociaciones. Sin embargo, es entendible la reacción de Suetonio, porque su posición era débil inmediatamente después de la victoria y debía asegurar el control de la isla, de no hacerlo podía perderse el territorio y ningún general deseaba ser culpable de un desastre al volver a Roma para dar explicaciones. La rebelión significó que muchas granjas quedaran desatendidas y sin cosechar porque los campesinos fueron a la guerra, muchos no volvieron y los romanos se vengaron esclavizando y requisando el grano, lo que probablemente generó una hambruna que afectó a las tribus involucradas. Finalmente, la guarnición de la provincia sería elevada a 50 000 efectivos, un octavo de las fuerzas romanas.
La provincia se mantuvo en manos imperiales durante siglos sin más levantamientos de consideración, excepto los protagonizados por los brigantes: el de Venutio, menos documentado, en 69, los de Argirago en 100 y 105, y unos posteriores en 115, cuando fueron aniquiladas las guarniciones de Eburacum, 118 y 154, el último documentado.
Boudica se convertiría, con el paso de los siglos, en una figura venerada en Gran Bretaña, sobre todo en la época victoriana, una heroína que desafió un poder mucho más grande que el suyo para conservar la libertad y un paradigma de las virtudes británicas. Por ejemplo, en la visión del hidógrafo del siglo XVII John Seller, quien afirmaba que Boudica, después de reunir en pequeños grupos de guerreros en los bosques cercanos, atacó Camulodunum y pasó a cuchillo a 40 000 personas. Posteriormente, Suetonio tuvo que atrincherarse en Londinium, debiendo pedir refuerzos por todo el centro de Britania y abandonar y destruir algunas fortalezas. Así, en las escaramuzas que siguieron otros 40 000 romanos murieron, pero al final Boudica fue traicionada y vencida, viéndose forzada a suicidarse.